# Rychlik (osada leśna w województwie wielkopolskim)
Rychlik – osada leśna (leśniczówka) w Polsce położona w województwie wielkopolskim, w powiecie czarnkowsko-trzcianeckim, w gminie Trzcianka.
W latach 1975–1998 miejscowość należała administracyjnie do województwa pilskiego.